# Jordi Mas Castells
Jordi Mas Castells (La Garriga, 14 de marzo de 1930 - La Garriga, 18 de noviembre de 2010) fue un sacerdote catalán que desde el año 1961 hasta su muerte vivió y trabajó en Camerún, muy especialmente en el Extremo Norte, junto al lago Chad. En aquella zona construyó cientos de pozos y algunos hospitales, fundó escuelas y organizó talleres para que las mujeres de las diferentes comunidades tuvieran ocasión de relacionarse. En 2008, el Ayuntamiento de La Garriga (Barcelona) le otorgó la distinción de Garriguense Ilustre.

## Biografía
Ordenado sacerdote con 24 años, sus primeros destinos como vicario fueron Esplugas de Llobregat, la Geltrú (Villanueva y Geltrú) y la parroquia de la Milagrosa, en Barcelona. En 1961 partió como misionero y para ejercer su ministerio eligió un escenario más duro: primero en algunas ciudades del sur de Camerún y más tarde en el Extremo Norte del país, en enclaves próximos a los límites de la ancha franja del Sahel. Sus últimos pueblos fueron Makary y Blangoua, junto al lago Chad, en África negra y en zona musulmana.
Desde 1961 hasta 2010 acompañó a su escasa feligresía ayudando en materia sanitaria, escolar y social. Establecido, constató que aquellas personas no necesitaban misioneros —ya eran animistas o musulmanes en una mayoría aplastante—, sino que requerían ayuda para solucionar sus necesidades más básicas: la comida, el agua, la salud, la educación...

Yo no tengo la solución. Son otros de más arriba los que deben buscarla en el ámbito global. Pero sería estúpido pensar que, como no lo puedo arreglar todo, no hace falta hacer nada. El mundo es un pueblo, del que todos somos ciudadanos. Descubres que, ante unas necesidades tan básicas, hay que ponerse a trabajar en pro del desarrollo. Primero vivir, después filosofar.
Jordi Mas

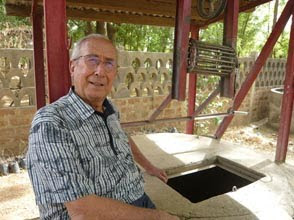
Jordi Mas, al lado de un pozo en Makary (Extremo Norte, Camerún)

Mas fue especializándose en la construcción de pozos para evitar a los habitantes de los poblados —sobre todo a las niñas, las más débiles de aquella sociedad— tenerse que desplazar kilómetros a pie para conseguir un poco de agua para sus familias y para el ganado. En su larga estancia en el país, construyó centenares de pozos.
Consciente de que la sanidad era una de las grandes carencias de la región,  junto con el doctor suizo Giuseppe Maggi (1910-1988) fundó los hospitales de Tokombere (1962), Zinah (1970) y Madá (1978). En este último centro sanitario, referente en el país, trabajó durante años trasladando enfermos en un jeep-ambulancia, una actividad que le permitió conocer caminos y pistas y, sobre todo, acercarse a los 250.000 habitantes de la zona de influencia del hospital, unos 200 kilómetros a la redonda que abarcan cuatro países: Camerún, Chad, Níger y Nigeria.
Cuando en 1988 murió el doctor Maggi, Jordi Mas optó por la fundación de escuelas, porque tenía claro que un pueblo sin educación es un pueblo sin esperanza ni futuro. Fruto de este trabajo fue la apertura, en 1998, de la gran escuela profesional de Blangoua CEFAVIHAR (acrónimo en francés de Centro de Formación para la Mejora de la Vida y el Hábitat Rural), junto al lago Chad. En este centro, que cuenta con una residencia de estudiantes promovida por Manos Unidas, una cuarentena de jóvenes de los poblados cercanos al lago pueden aprender mecánica, electricidad, soldadura, carpintería, agricultura, gestión de pequeñas empresas, costura, mecanografía, informática... Completa el conjunto la escuela de enseñanza básica, para 500 alumnos, construida con la colaboración de entidades catalanas aglutinadas en torno a la ONG Makary-Blangoua.
En los últimos años, Mas concentró sus esfuerzos en el hogar FEMAK (Femmes de Makary) (2008), un punto de encuentro donde las mujeres de la zona de Makary, con independencia de la religión que profesaran, podían relacionarse, aprender e intercambiar experiencias. Disponían de talleres de costura, ordenadores, huertos y aulas donde recibían formación en salud, alimentación, cocina...

El futuro de África está en la mujer. Ha sido despreciada siempre, pero tiene un gran potencial y capacidad. Será quien conseguirá que África avance.
Jordi Mas

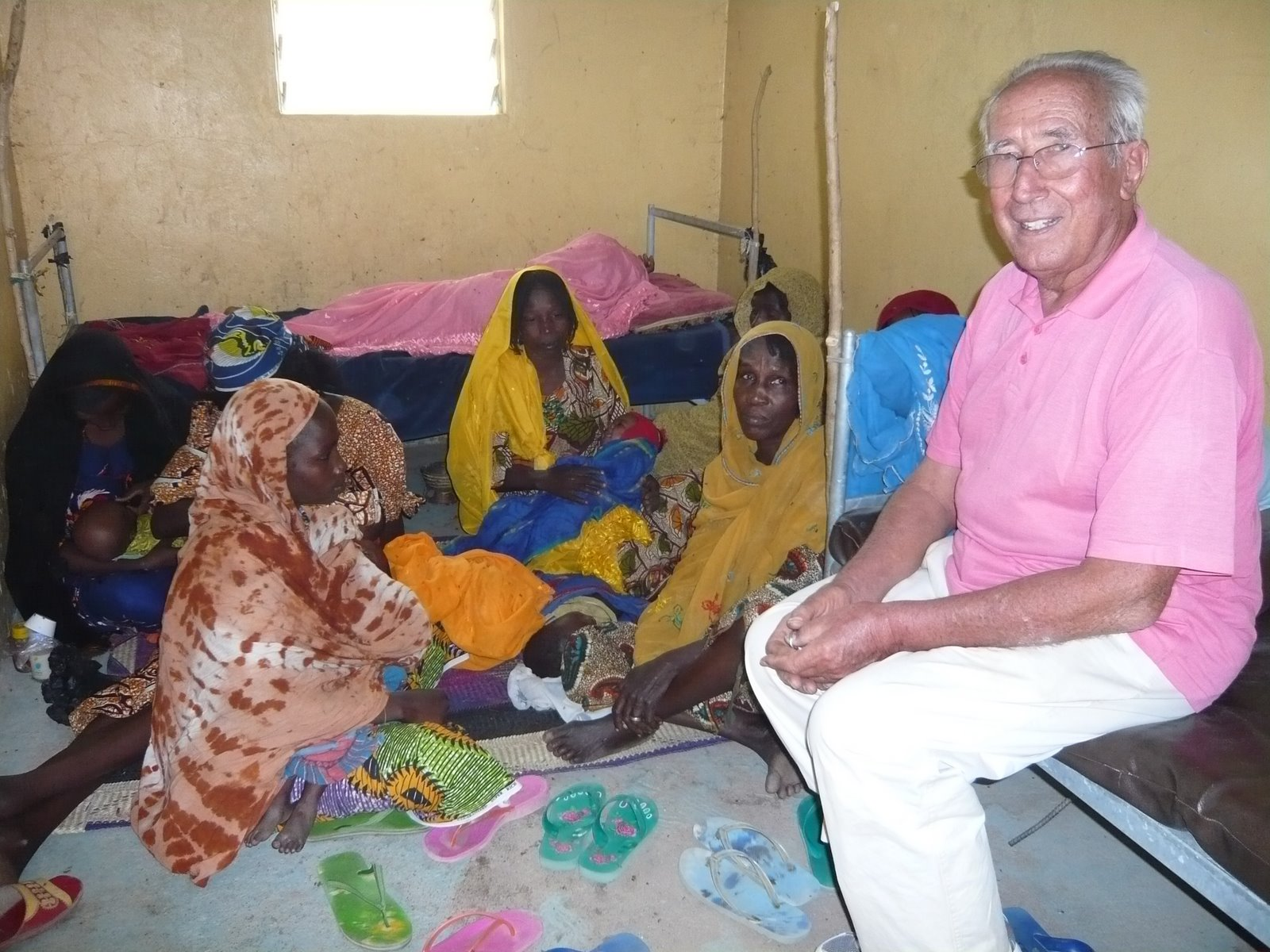
Jordi Mas, en el hospital de Madá (Extremo Norte, Camerún)

 Profundo conocedor de la realidad de la región, Jordi Mas fue hombre clave en otros proyectos: viviendas para los maestros de Blangoua, el centro FEMAK y la residencia para cooperantes de Makary (2008)... En el año 2009, el último proyecto en que cifró sus ilusiones fue el cultivo de la espirulina, un alga rica en proteínas que crece muy bien en lugares como el lago Chad.
En el año 2010 enfermó y viajó a La Garriga para tratarse de la dolencia, pero sin abandonar la esperanza de volver a su casa, en Makary. No pudo ser: murió el jueves 18 de noviembre de ese mismo año. Está enterrado en el cementerio de la Doma, en La Garriga.
Jordi Mas murió, pero su obra continúa activa, dando servicio diario a la gente del entorno del lago. En noviembre de 2015, la coordinación general de las parroquias y de las escuelas está en manos del italiano Fabio Musi, residente en Camerún desde hace años, que ejerce esta labor desde Maroua, la capital del Extremo Norte del país. A pie de obra, dos curas cameruneses: uno en Makary y el otro en Blangoua, las dos últimas parroquias donde ejerció su ministerio el sacerdote de La Garriga.

## Premios y reconocimientos
- Cruz de la Orden de Isabel la Católica (2000)[4]	, otorgada por el rey Juan Carlos I a propuesta del embajador de España en Camerún. Este galardón reconocía "la gran tarea que Jordi Mas está haciendo en la promoción humana en el norte de Camerún".
- Premio de Cooperación Internacional para el Desarrollo Humano (2007),[15] que otorgaba el Consejo Comarcal del Vallés Oriental.
- Garriguense Ilustre (2008), distinguido por el Ayuntamiento de La Garriga.
- Premio Josep Parera de la Obra Social de Caixa Penedés (2008).[16] El premio reconocía la trayectoria de personas que hubieren destacado en su vocación y dedicación al servicio del desarrollo comunitario en las dimensiones social, humanitaria y solidaria.